# Jan Krása
Jan Krása (ur. ?, zm. 15 marca 1420 we Wrocławiu) – czeski mieszczanin, husyta, spalony na stosie we Wrocławiu.
Kupiec z Pragi, emigrant czeski i zwolennik nauk Jana Husa. Po odmowie wyrzeczenia się husytyzmu, z rozkazu króla czeskiego Zygmunta Luksemburskiego (po wleczeniu końmi po mieście) 15 marca 1420 roku spalony na stosie.